# Kenneth Patchen

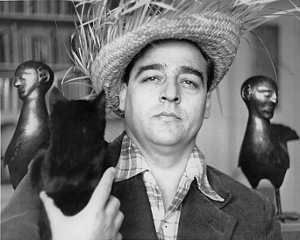
Kenneth Patchen

Kenneth Patchen (* 13. Dezember 1911 in Niles, Ohio; † 8. Januar 1972 in Palo Alto, Kalifornien) war ein US-amerikanischer Dichter, Schriftsteller und Maler. Seine Werke beeinflussten die Beat Generation der 1950er und 1960er Jahre.

## Leben
Kenneth Patchens Vater war Stahlarbeiter in Youngstown, später in Warren (Ohio). Patchen folgte zunächst dem Beispiel seines Vaters und arbeitete in der Stahlindustrie, absolvierte dann jedoch ein Jahr auf dem Alexander Meiklejohn’s Experimental College und schrieb sich anschließend an der University of Wisconsin ein, studierte aber eher sporadisch. Als junger Mann bereiste er die USA und nahm während der Depressionszeit verschiedene Gelegenheitsjobs an. 1934 heiratete er Miriam Oikemus, der er später fast alle seiner Bücher widmete. 1936 veröffentlichte er seinen ersten Gedichtband.
Lange Jahre seines Lebens quälte ihn ein Wirbelsäulenleiden, er litt immer wieder an starken Schmerzen. Sein Freund Henry Miller bewunderte Patchen, der, wiederholt ans Bett gefesselt, von dort aus telefonisch den Druckereien genaueste Anweisungen zur Gestaltung seiner Bücher gab. Einige Kritiker sehen Vorwegnahmen der späteren „konkreten Poesie“ in Patchens Experimenten mit dem Drucksatz. Andere assoziieren seinen sprunghaften Stil mit den Surrealisten oder Dadaisten; er selbst verhielt sich aber distanziert zu diesen Bewegungen. Weitere Dichter, die Patchen schätzten, waren  T. S. Eliot, E. E. Cummings, W. H. Auden und Lawrence Ferlinghetti. Miller schilderte Patchen in einer biographischen Skizze als „zärtlichen Prinzen“, der jedoch auch eine „monströse Seite“ hatte – wenn ihm eine Meinung nicht passte, konnte Patchen unbarmherzig angreifen.  Er gilt als einer der Anreger der „Beat-Poetry“, auch Elemente der Pop-Art scheint er antizipiert zu haben. Seine Bücher stecken voller Anspielungen auf zeitgenössische Hoch- und Populärkultur, auch Slang taucht auf.
Eines seiner bekannteren Werke ist die Prosaarbeit „The Journal of Albion Moonlight“ von 1941, unter anderem inspiriert vom Romantiker und Gesamtkunstwerk-Streiter William Blake. Ebenfalls recht erfolgreich war sein Roman  „Memoirs of a Shy Pornographer“, vielleicht auch wegen des etwas irreführenden Titels. Das Buch enthält keine eigentliche Pornographie – dafür viele Parodien und  Anspielungen auf amerikanische Zensurgewohnheiten.
Patchen propagierte Anarchismus und Pazifismus, in vielen seiner Arbeiten wendete er sich gegen den Krieg. Er opponierte auch gegen die Beteiligung der Vereinigten Staaten am Zweiten Weltkrieg, da er die Demokratie in politische Manipulationen und sinnlose Gewalttätigkeit verwickelt sah. Als guter amerikanischer Patriot wollte Patchen partout nicht gelten. Trotzdem wird er von Kollegen wie Kenneth Rexroth zu den ersten amerikanischen Dichtern gerechnet, die sich konsequent von europäischen Vorbildern lösten und eigene Wege verfolgten.
1942 produzierte Patchen gemeinsam mit dem Komponisten John Cage das Hörspiel „The City Wears A Slouch Hat“ (wiederveröffentlicht auf CD, 2000).
In den frühen 50er Jahren setzte er sich für eine neue Form des dichterischen Vortrags ein, einer Mischung aus Poesie und Jazzmusik; er trat beispielsweise an der Seite des Musikers Charles Mingus auf. Aufnahmen aus dieser Zeit sind allerdings nicht überliefert. Es gibt jedoch Patchen-Schallplatten aus den späteren Jahren, beispielsweise „Kenneth Patchen Reads with Jazz in Canada“ (1959, wiederveröffentlicht auf CD, 2004), „Selected Poems of Kenneth Patchen“ (1960) sowie „Kenneth Patchen Reads His Love Poems“ (erschienen 1961). „From Albion Moonlight“, aufgenommen in seiner Privatwohnung, wurde 1972 auf dem Folkways-Label veröffentlicht.
Einige Musiker haben Patchens Lyrik vertont, darunter David Bedford, die Violinistin Carla Kihlstedt und der US-amerikanische Komponist Kyle Gann. Letzterer unterlegte Patchen-Originallesungen mit Musik.
Als Maler im konventionellen Sinne sah sich Patchen nicht, er begriff das Medium als Erweiterung seines Schreibens. Seine Bilder enthalten viel Text, was auch als Versuch des Bruchs mit der Linearität des Schreibens verstanden werden kann. Davon zeugen ebenfalls Patchens typographische Experimente und seine Kombinationen von Lyrik mit Graphik. Außerdem erschienen viele seiner Gedichtbände in Kleinstauflagen mit handgemalten Covern.
An van Goghs Malstil zog ihn gerade das „Unbeholfene“ und Unfertige an: „...als hätte er den nächsten Schritt nie vorher gewusst. Ich meine, das ist die Haltung des Schöpfers.“ Außerdem schätzte er Pablo Picasso und Paul Klee.

## Werke
- Sure is One Peculiar Way to Run a Ballgame (Kalender mit Patchen-Gemälden, 1996)
- Nokturne für die Bewahrer des Lichts. Gedichte 1936–1946 (1987)
- What shall we do without us? (1984)
- Still another Pelican in the Breadbox (1980)
- Patchen’s Lost Plays (1977, 1988)
- The Argument of Innocence (1976)
- Wonderings. Bild-Gedichte  (1971)
- Tell You That I Love You (1971)
- There’s Love All Day (1970)
- Aflame and Afun of Walking Faces. Fabeln und Zeichnungen (1970)
- The Collected Poems of Kenneth Patchen (1968)
- But Even So (1968)
- Selected Poems (britische Ausgabe, 1968)
- Hallelujah Anyway. Bild-Gedichte (1967)
- Doubleheader. Poems (1966)
- Because It Is. Gedichte und Zeichnungen (1960)
- The Love Poems of Kenneth Patchen. Anthologie (1960)
- Poemscapes. Gedichte (1958)
- When We Were Here Together. Gedichte (1957)
- Hurrah for Anything (1957)
- A Surprise for the Bagpipe-Player. Silk Screen reproduction by Frank Bacher (1956)
- Glory Never Guesses. Silk Screen reproduction by Frank Bacher, (1955)
- The Famous Boating Party. Gedichte (1954)
- Fables and Other Little Tales (1953)
- Orchards, Thrones and Caravans. Gedichte (1952)
- In Peaceable Caves (1950)
- Red Wine and Yellow Hair. Gedichte (1949)
- Poems of Humor and Protest (1949, 1954)
- CCCLXXIV Poems (1948)
- To Say if You Love Someone (1948)
- Job. Invented and Engraved by William Blake (1947)
- See you in the Morning. Prosa (1947, 1949)
- Sleepers Awake. Prosa (1946, 1969) deutsch: Schläfer erwacht.(1983)
- They Keep Riding Down All the Time (1946)
- Selected Poems. Gedichte and Zeichnungen (1946, 1957, 1964)
- Pictures of Life and of Death. Gedichte (1946)
- Panels for the Walls of Heaven. Zeichnungen und Gedichte (1946)
- Outlaw of the Lowest Planet. Gedichte (britische Ausgabe 1946)
- An Astonished Eye Looks out of the Air (1945, 1946)
- Memoirs of a Shy Pornographer. Prosa (1945, 1946, 1948, 1958) deutsch: Erinnerungen eines schüchternen Pornographen.(1964, 1970, 1984, 1985)
- Cloth of the Tempest. Gedichte (1943, 1948)
- The Teeth of the Lion (1942)
- The Dark Kingdom. Gedichte (1942, 1948)
- The Journal of Albion Moonlight. Prosa (1941, 1944, 1946, 1947, 1961)
- First Will and Testament. Gedichte (1939, 1948)
- Before the Brave (1936, 1965, 1974)

## Diskografie
- The City Wears a Slouch Hat (Hörspiel von 1942 mit John Cage, CD, 2000)
- Fables (LP, 1974)
- Patchen Reads from Albion Moonlight (LP, 1972)
- Kenneth Patchen Reads His Love Poems (LP, 1961)
- Patchen's Funny Fables (LP)
- Readings with Jazz in Canada (LP, Aufnahme 26. August 1959, Wiederveröffentlicht auf CD 2004)
- Selected Poems of Kenneth Patchen (LP, 1959)
- Kenneth Patchen & the Chamber Jazz Sextet (LP, 1958)
- Be Music, Night - Peter Brötzmann Chicago Tentet featuring Mike Pearson - A HOMAGE TO KENNETH PATCHEN - (CD, 2005)